# 2254
2254 – Nachtgespräche am Telefon war eine Hörer-Mitmachsendung, die von Herbst 1991 bis zum 20. Juni 2014 im Deutschlandradio Kultur (bzw. dessen Vorgängerprogrammen RIAS, Deutschlandradio Berlin) ausgestrahlt wurde.
Der Name der Sendung war aus der für den Anrufer kostenfreien Rufnummer abgeleitet, die für alle Sendungen des Deutschlandradios Kultur galt: 00800 2254 2254.

## Geschichte
Ein wöchentlich produzierter Vorgänger von 2254 existierte bereits seit dem Herbst 1991. Im Nachtprogramm Nightline von RIAS Berlin gab es jeden Donnerstag von 0.35 Uhr bis 2.30 Uhr die Sendung Talkradio.
Nach der Zusammenlegung von RIAS und DS Kultur 1994 wurde die Sendung in dem Nachfolgesender Deutschlandradio Berlin fortgeführt und unter dem Namen 2254 seit dem 1. Februar 1998, – außer in der Nacht von Freitag auf Samstag – täglich zwischen 1.05 Uhr und 2 Uhr ausgestrahlt. Seit dem 1. September 2011 war sie auch als Podcast sowie auf der Website des Senders nachzuhören.
Im Rahmen einer Programmreform wurde 2254 zum 20. Juni 2014 eingestellt. Aufgrund von Hörerprotesten begründete in der Sendung vom 11. Juni 2014 der Hauptabteilungsleiter Kultur des Senders, Hans Dieter Heimendahl, die Einstellung der Sendung mit der Absicht, Deutschlandradio Kultur als nationales Kulturprogramm mit starkem Musikanteil gegenüber dem Wortprogramm Deutschlandfunk deutlicher abzuheben.

## Konzept
Bei 2254 handelte es sich um eine Anruf-Sendung, bei der die Hörer live mit dem Moderator über jeweils ein vorgegebenes Thema des Tages diskutieren konnten. Dabei war die Palette weit gespannt. Im Vordergrund standen politische und gesellschaftliche Themen mit einem aktuellen, meist tagesaktuellen Bezug. Es wurden aber auch kulturelle und soziale Themen aufgegriffen.
2254 wurde bis zuletzt von folgenden Moderatoren gestaltet, die alle auch in anderer Form für das Deutschlandradio tätig waren: Monika van Bebber, Dieter Kassel, Birgit Kolkmann, Kirsten Lemke, Joachim Scholl und Oliver Thoma. Ehemalige Moderatoren waren unter anderem Jan-Christoph Kitzler, Leonie March, Evamaria Miner, Christian Rabhansl, Christiane Reymann und Justin Westhoff.
Das Thema wurde täglich von dem jeweiligen Moderator in Absprache mit dem Tagesredakteur kurzfristig festgesetzt. In der Regel erfuhren die Hörer das Thema des Tages in der Sendung Ortszeit ab 17.07 Uhr, am Wochenende auch schon in der Mittagsausgabe der Sendung. Montags bis donnerstags wurde es frühabends auf der Website des Senders in der Programm-Vorschau von Deutschlandradio Kultur angekündigt; die Themen für Sonntag und Montag stand schon am Freitagnachmittag fest.
Neben der Möglichkeit, in der Sendung live an der Diskussion teilzunehmen, konnte seit 2008 ein Statement oder ein Kommentar vorab auf einen Anrufbeantworter aufgesprochen werden. Eine Auswahl dieser Stimmen wurde dann in der Sendung eingespielt. Des Weiteren war es seit 2011 bei den meisten Sendungen möglich, einen Kommentar zum Thema auf der Facebook-Seite von Deutschlandradio Kultur zu hinterlassen; einige dieser Kommentare wurden in der Sendung vorgelesen. Aufgrund der nächtlichen Sendezeit waren die Chancen, mit dem Moderator verbunden zu werden, je nach Attraktivität des Themas meist recht gut. Aus diesem Grund hatte sich neben unregelmäßigen Anrufern eine Gruppe von Stammanrufern gebildet, die sich häufiger äußerten und daher bei den Hörern der Sendung bekannt waren.